# Joan Clímac
Joan Clímac (llatí: Joannes Climacus; grec antic: Ἰωάννης ὁ Κλίμακος, 'Joan el de l'Escala'), de renom l'Entès o l'Escolàstic (grec antic: Σκολαστικός) (Síria, ca. 525 - Mont Sinaí, 606) va ser un monjo basilià i escriptor romà d'Orient del segle vi. El seu únic nom era Joan, però se li va afegir «Clímac» per la seva obra Κλίμαξ ('L'escala'). És venerat com a sant per diverses confessions cristianes. També és conegut com a Joan de l'Escala, Joan l'Escolàstic i Joan el Sinaïta. No s'ha de confondre amb el patriarca Joan Escolàstic de Constantinoble.

## Biografia
Nascut probablement a Síria, als setze anys va ingressar com a novici al Monestir de Santa Caterina del Sinaí, sota la direcció del monjo Martiri. Quan aquest va morir, Joan es va inclinar per vida ascètica i es va retirar a una cova a la muntanya, vivint com a eremita durant vint anys. Mentrestant va estudiar la doctrina i la vida dels sants, aprofundint-hi i adquirint una saviesa que després reflectiria en els seus escrits.
Anà al monestir de Raithu, a la vora del Mar Roig, i cap a l'any 600, els monjos de Santa Caterina del Sinaí li van demanar que fos el seu abat. Va ser-ho durant quatre anys, fins que va renunciar al càrrec i va tornar a la vida eremítica. Va morir al tomb dels cent anys, probablement cap al 606. Un monjo anomenat Daniel va escriure la seva vida.

## Obres
Va ser l'autor d'un bon nombre d'obres teològiques i doctrinals. Les més conegudes van ser: Κλίμαξ o Escala al Paradís, escrit a demanda de l'abat de Raithu Joan, i Liber ad Pastorem, una regla per als clergues, inspirada, potser, en la Regula pastoralis del papa Gregori el Gran.
L'Escala descriu un mètode per aconseguir que l'ànima arribi a Déu, fent servir la metàfora d'una escala. El llibre distingeix les principals virtuts i defectes de la vida monàstica, centrant-se en l'absència de passions (άπάθεια 'apatheia') i la pràctica de la pregària del cor (ἡσυχία 'hesychia'). El monjo ha de superar trenta esglaons, que corresponen a l'edat de Crist quan es va batejar al Jordà. L'obra va ser traduïda al llatí, el siríac, l'armeni i l'eslau i va ser una de les més llegides del cristianisme ortodox, especialment durant la quaresma.
Nombroses icones orientals representaven la via de l'escala, amb monjos que la pugen i són rebuts al final per Jesús; pel camí, figures d'àngels i dimonis intenten ajudar o perdre els cristians que són a mig camí.

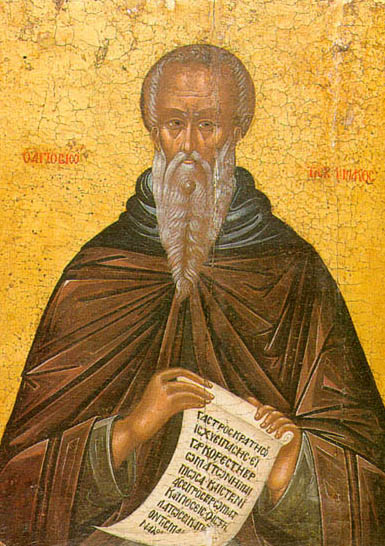
Icona del sant
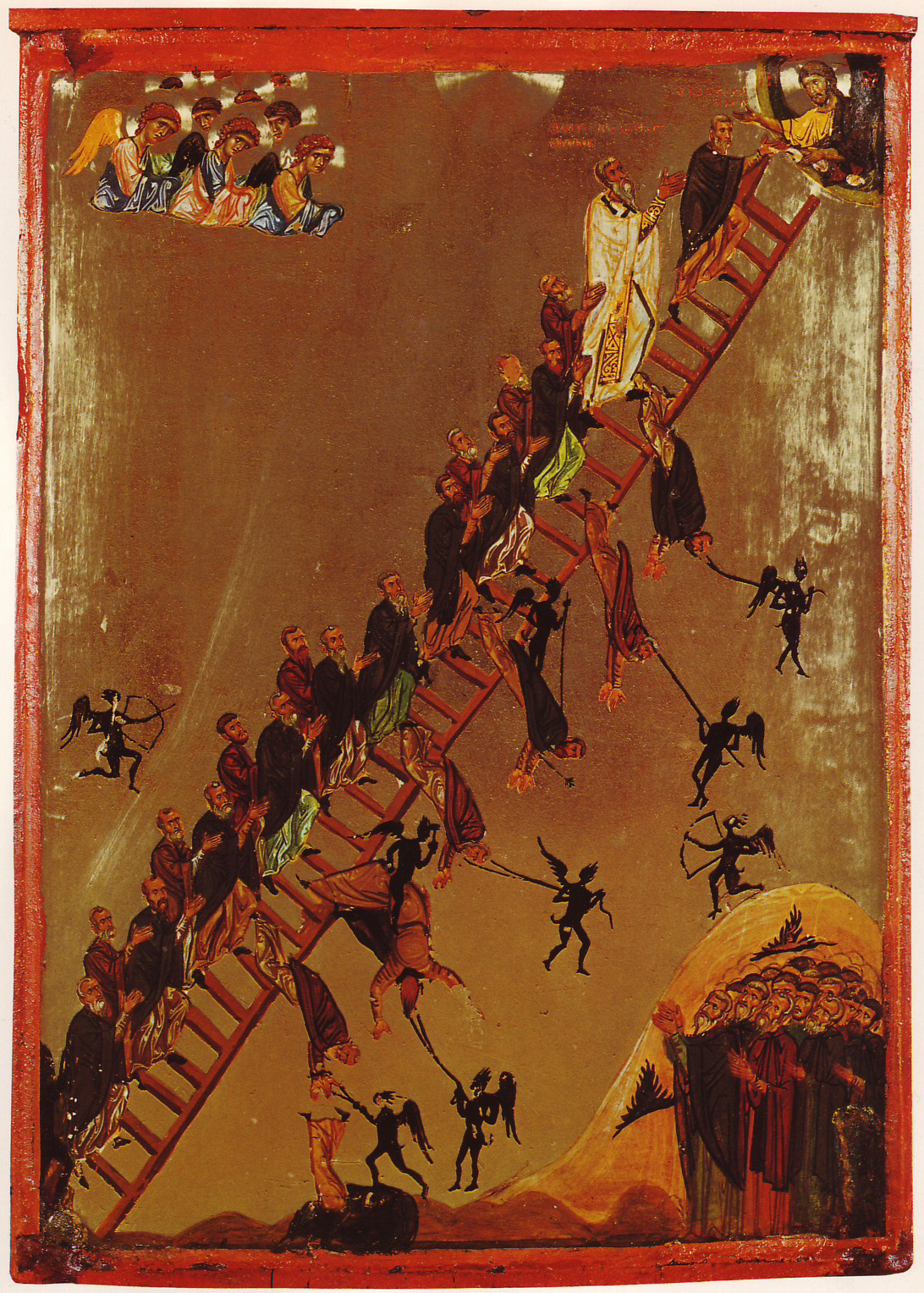
L'Éscala al Paradís, icona del segle xii (Santa Caterina del Sinaí)
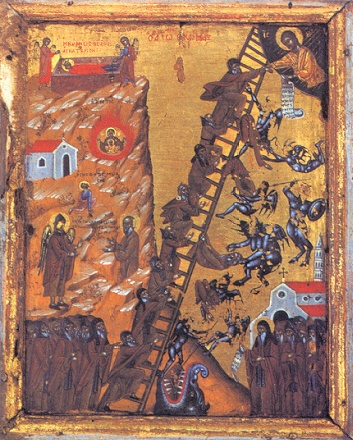
Icona de l'escala

## Veneració
És venerat per totes les confessions cristianes el 30 de març, aniversari de la seva mort; els ortodoxos també el commemoren el quart diumenge de Quaresma. És molt venerat a Rússia, on té nombroses esglésies dedicades.